# Simca 1100
Der Simca 1100 bzw. Talbot-Simca 1100 war ein Personenkraftwagen des französischen Automobilherstellers Simca, der von 1967 bis 1985 produziert wurde.

## Beschreibung
Der 1967 vorgestellte Simca 1100 war mit einer fünftürigen Karosserie in Schrägheckbauweise ein früher Vertreter dieser später sehr erfolgreichen Bauform (schon sieben Jahre vor dem VW Golf) und ist rückblickend der Kompaktklasse zuzurechnen. Mit einer Länge von 3,94 m ist er kürzer als ein VW Käfer und die Nachkriegsversionen ab Kadett B. Anders als bisherige Pkw mit vergleichbarer Heckgestaltung wies das Heck des Simca 1100 einen deutlichen Knick auf, weshalb es mitunter als Knickheck abgegrenzt wurde. Diese Gestaltung wurde später auch beim Zastava 101 aufgegriffen. In einer anderen zeitgenössischen Quelle wurde der Simca 1100 als Kleinwagen mit „Gleitheck“ bezeichnet, der die Lücke der Konkurrenz zwischen Renault 4 und 16 füllen sollte.
Eine Fachzeitschrift bezeichnet das Fahrzeug als „echten Trendsetter in der Kompaktklasse“ und die Karosseriebauform als Kombilimousine.
In den zeitgenössischen Katalogen der Automobil Revue wurde das Fahrzeug der unteren Mittelklasse zugeordnet, wobei anzumerken ist, dass sich damals der Begriff Kompaktklasse für Fahrzeuge der unteren Mittelklasse mit Quermotor, Frontantrieb und großer Heckklappe noch nicht durchgesetzt hatte. Es wurden mit CKD-Bausätzen und den Lieferwagen (39.608 Stück) 2.188.737 Simca 1100 hergestellt. Trotz der langen Bauzeit von etwa 18 Jahren sind das weniger Exemplare als beispielsweise vom Opel Kadett B (etwa 2,7 Millionen), aber etwa eine Million mehr als von den heckangetriebenen Ford-Escort-Modellen (1967–1980, etwa 1,5 Millionen).

## Technik
Nach dreijähriger Entwicklung wurde der Simca 1100 im Mai 1967 der Öffentlichkeit vorgestellt. Der 1100 war Simcas erstes frontangetriebenes Fahrzeug. Er war eines der ersten Fahrzeuge mit quer eingebautem Vierzylindermotor und Frontantrieb sowie einer oben angeschlagenen Heckklappe und umklappbarer Rückbank (Schrägheck zur Raumausnutzung). Das Fahrzeug war mit drei- und fünftüriger Kompaktkarosserie sowie als fünftüriger Kombi und als Lieferwagen erhältlich.
Die selbsttragende Karosserie besaß verschraubte äußere Kotflügelschalen. Die Vorderachse hatte Drehstabfedern, Stoßdämpfer und Stabilisator. Die Hinterachse war als Fahrschemel ausgebildet mit an gezogenen Längslenkern geführten Rädern und ebenfalls Torsionsstab-Federung und Stabilisator. Zahnstangenlenkung und Scheibenbremsen vorn sowie Trommelbremsen hinten mit Druckbegrenzer waren weitere Merkmale des Fahrwerks.
Zum Einsatz kam der Simca Poissy-Motor mit 1118 cm³ und 37 kW (50 PS), auf Wunsch war die Simca-Ferrodo-Automatik lieferbar.

## Modellpflege
- 1969: Die 944-cm³-5CV-Maschine leistete 32 kW (44 PS), die Variante mit 1118 cm³ Hubraum leistete 37 kW (50 PS). Der 1100 Break und der Dreitürer kommen neu ins Programm.
- 1970: Der dreitürige Simca 1100 Special wird vorgestellt (1204-cm³-75-PS-Motor und Bremskraftverstärker).
- 1972: Der Motor des Special wird auf 1294 cm³ vergrößert.
- 1973: Die VF-Linie („Nutzfahrzeug auf Pkw-Basis“) wird eingeführt, zuerst in der Form des VF2 (Citylaster). Der 1100 TI mit 1294 cm³ und 60 kW (82 PS)[8] wird eingeführt.[9]
- 1974: Das Modell VF1 wird ausgeliefert (Break, aber ohne hintere seitliche Scheiben). Der 1100 LE mit 944 cm³ sowie der 1100 ES mit 1118 cm³ werden vorgestellt.
- 1975: Erste Überarbeitung der 1100-Baureihe mit neuem Armaturenbrett und verbesserter Ergonomie.
- 1976: Auf Basis des Simca 1100 VF2 wird von Matra der Rancho entwickelt.
- 1977: Das Freizeitfahrzeug Matra-Simca Rancho wird in Genf vorgestellt und gelangt ab Sommer in den Verkauf.
- 1978: Der VF3 wird ausgeliefert, ein VF2 mit höherem Dach, überarbeitetem Innenraum und zu einem niedrigeren Preis. Der 1100 ist durch den Wegfall des Simca 1000 nun das Einstiegsmodell unterhalb des Simca Horizon. Gegen Ende des Jahres übernimmt PSA Peugeot Citroën die Aktivitäten von Chrysler Europe und damit Simca.
- 1979: PSA lässt die Marke Talbot wieder auferstehen. Alle Simca-1100-Modelle werden Mitte des Jahres in Talbot-Simca 1100 umbenannt und der Matra-Simca Rancho in Talbot-Matra Rancho.
- 1981: Die Produktion der 1100 Limousine wird Ende des Jahres eingestellt. Auf der Fertigungsstraße des 1100 in Poissy wird danach der Talbot Samba gefertigt.
- 1983: Ende des Jahres wird die Fertigung des Rancho eingestellt. Bei Matra wird die Anlage auf die Herstellung des Renault Espace umgestellt.
- 1985: Der letzte Talbot 1100 Citylaster läuft vom Band.[7]

Ursprünglich war geplant, die Produktion des 1100 bereits 1978 einzustellen und durch den Simca Horizon zu ersetzen. Da aber mit dem SUV-Vorläufer Rancho und dem 1100-Citylaster ohnehin die Produktion teilweise aufrechterhalten worden wäre, beschloss man den 1100 zu überarbeiten, um damit ein Einstiegsmodell als Ersatz des veralteten Simca 1000 bieten zu können, da dieser sich zunehmend schlechter verkaufte.

## Galerie

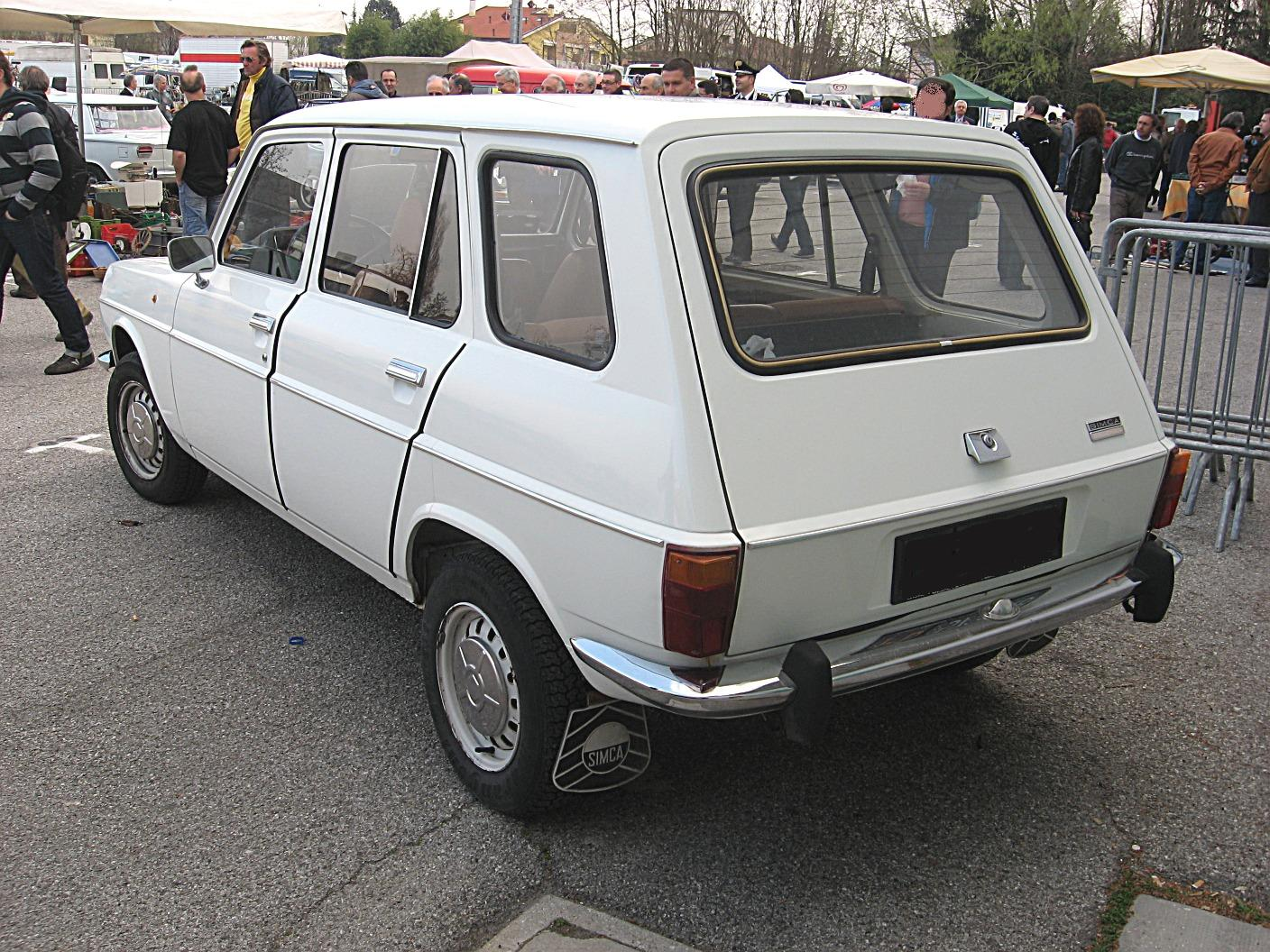
Simca 1100 Break (1969–1975)
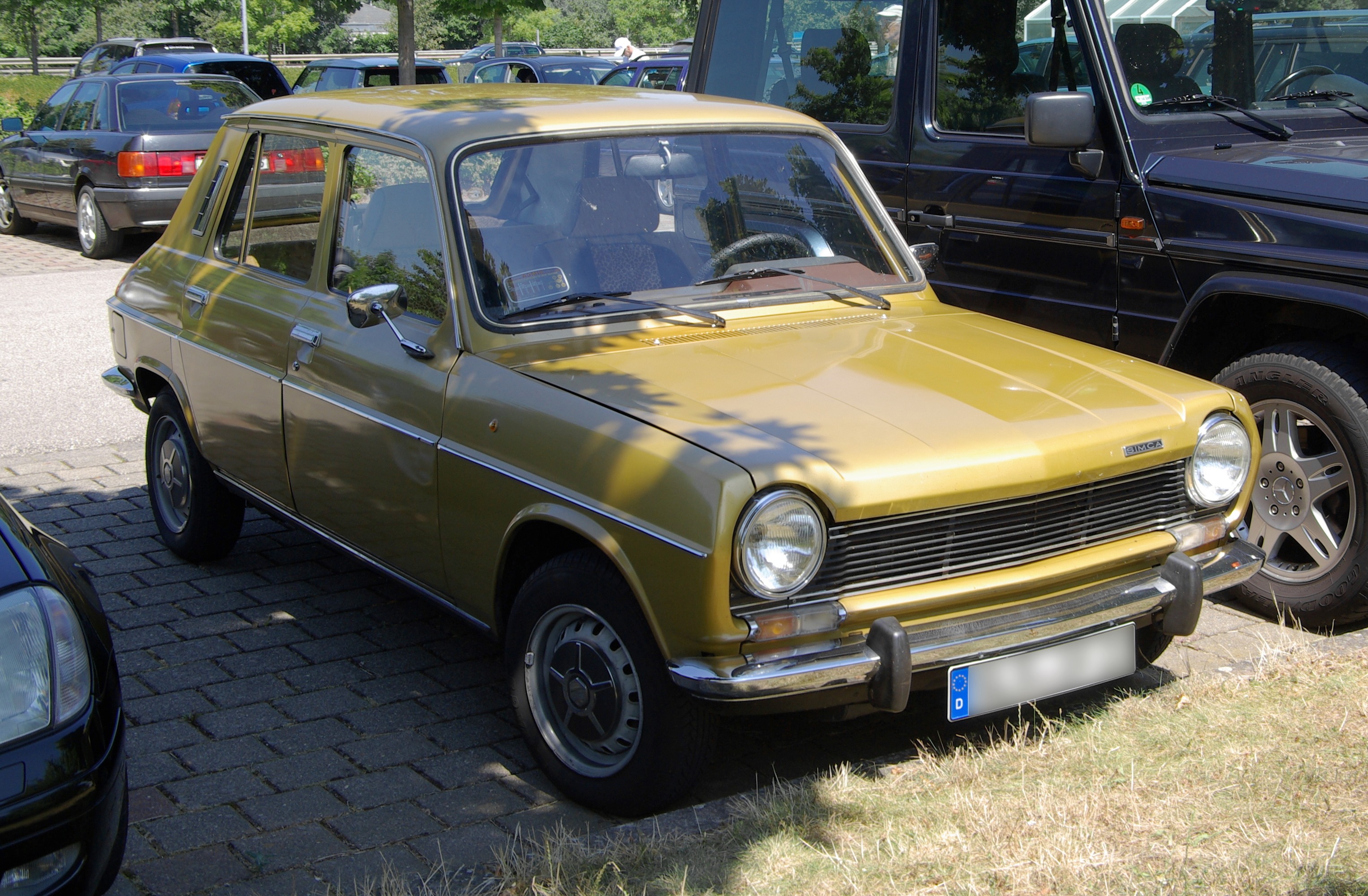
Simca 1100 (1975–1978)
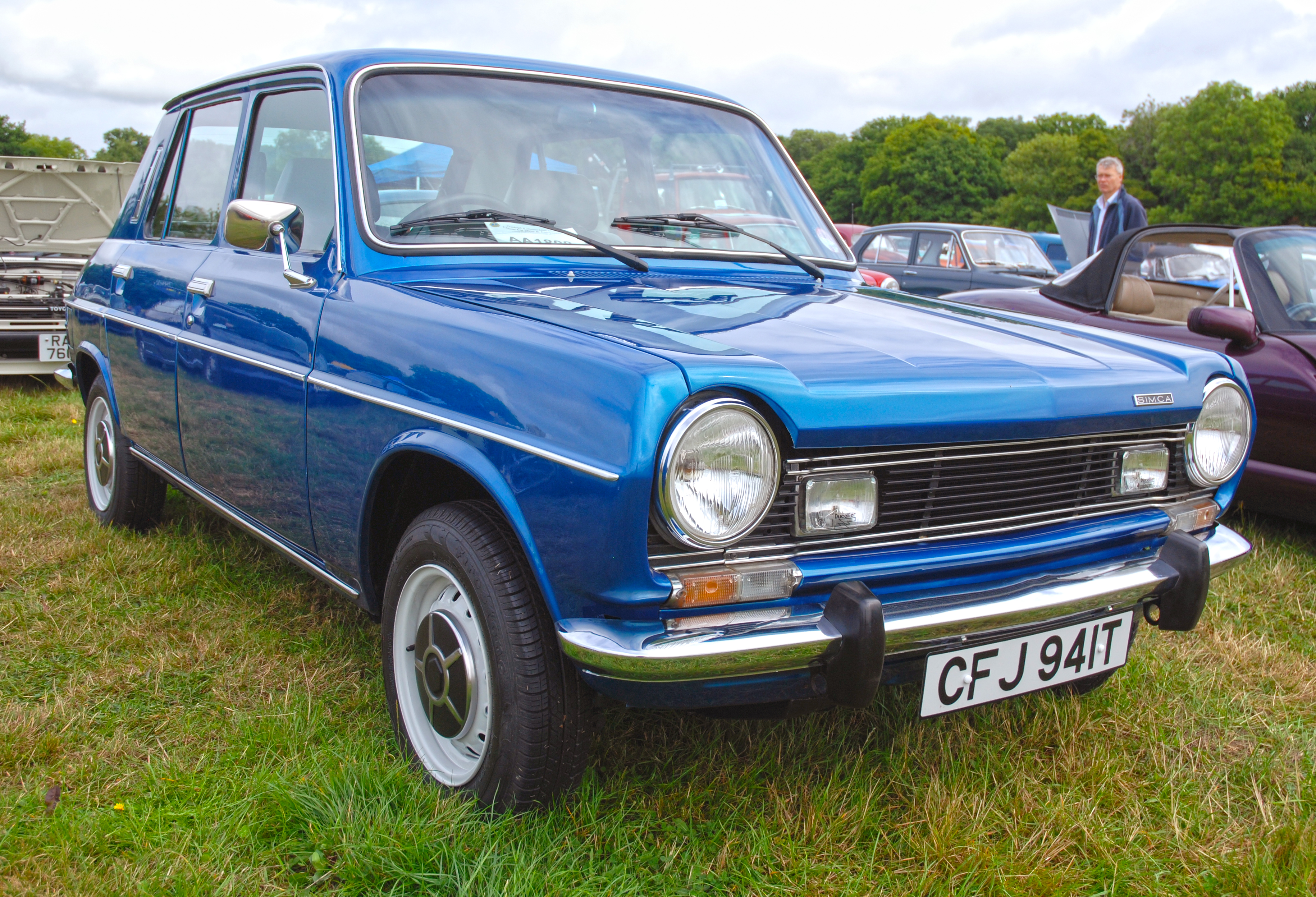
Talbot-Simca 1100 (1979–1981)
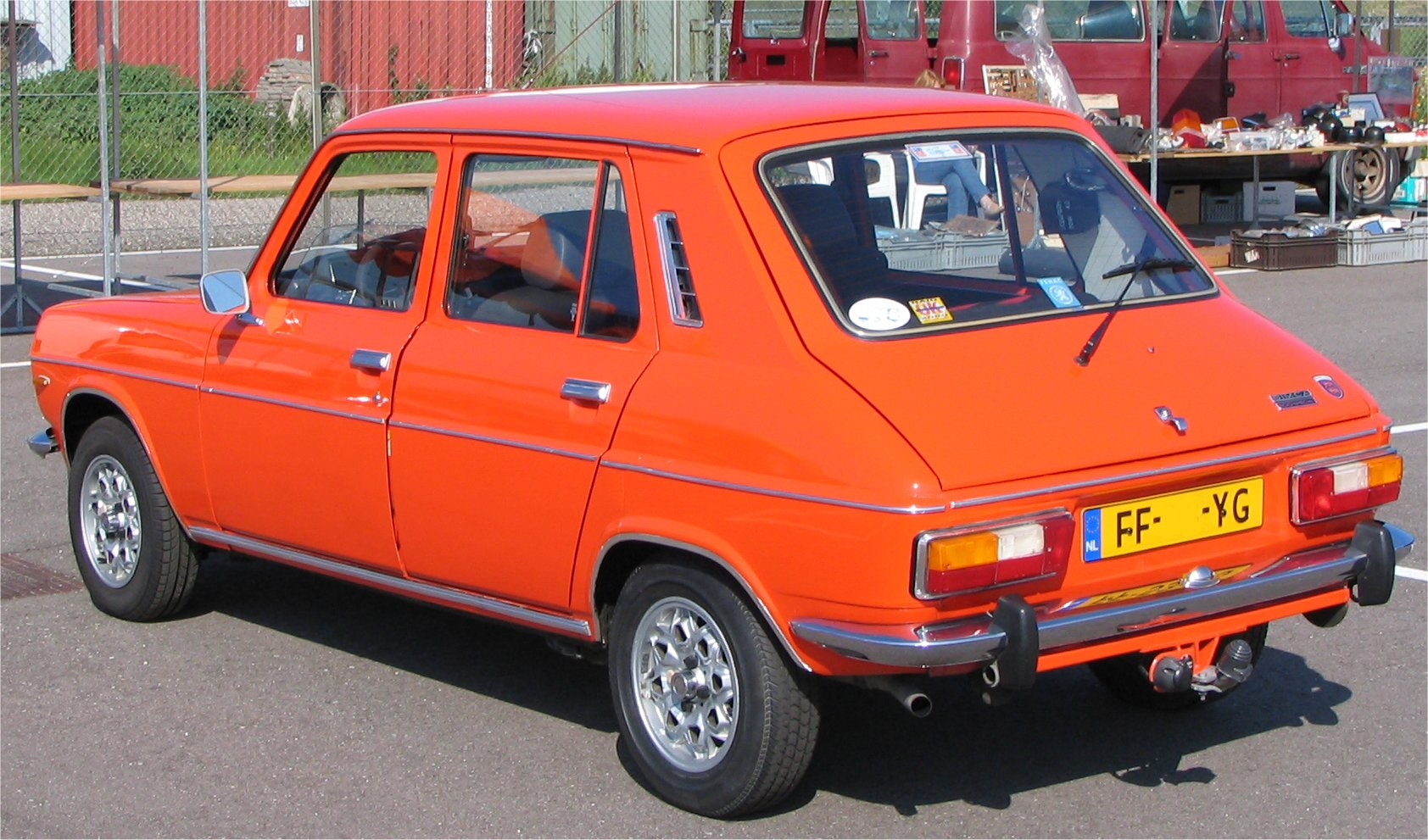
Simca 1100 (1978–1979)
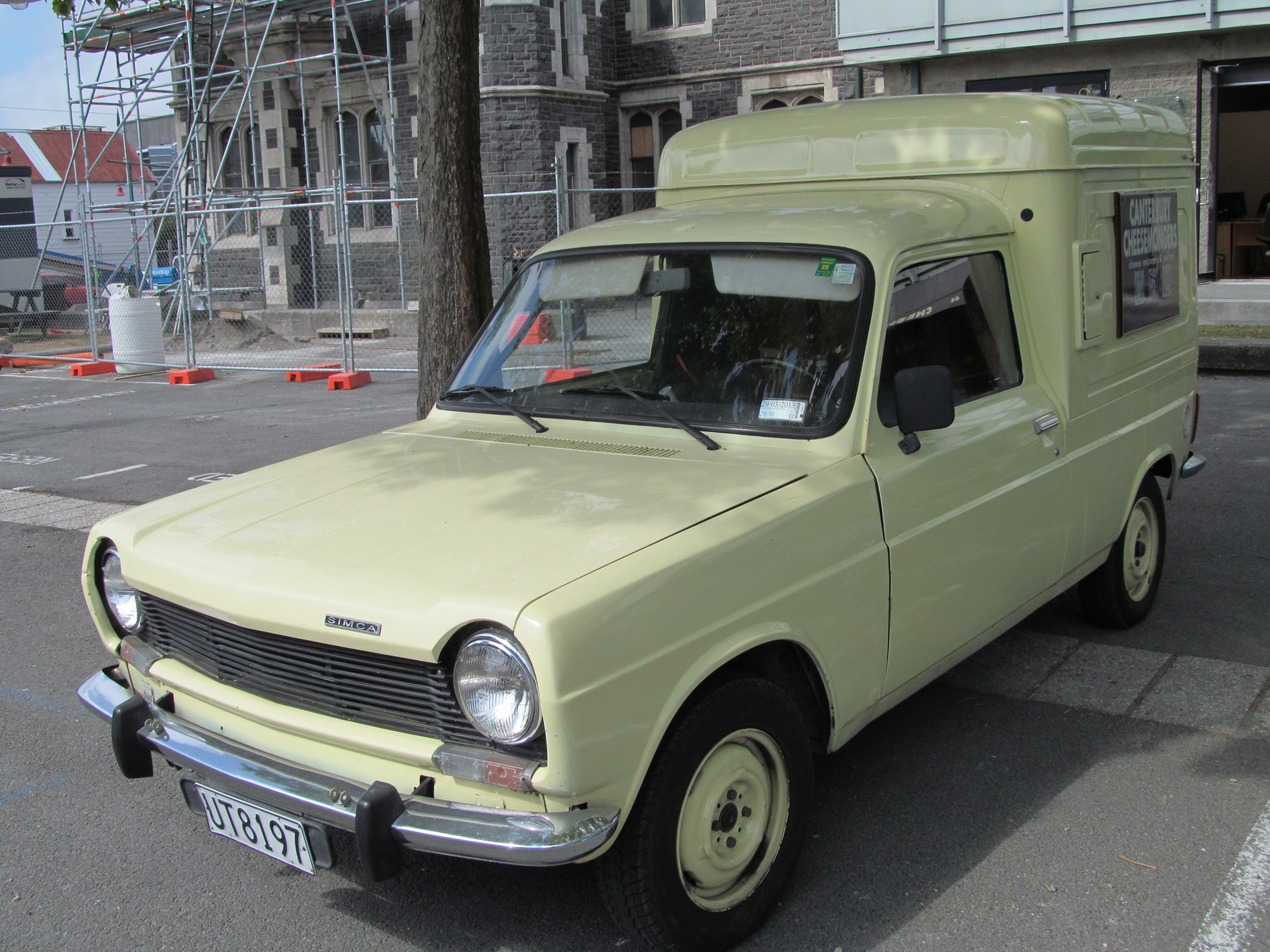
Simca VF2 Citylaster (1973–1979)

## Designstudien und sonstige Einzelstücke
Im Jahr 1969 entwarf der Modeschöpfer Pierre Cardin den Simca 1100 Cardin auf Basis eines dreitürigen Simca 1100 GLS. Es war eine Designstudie mit modifiziertem Heck und futuristischem Innenraum im Auftrag von Simca, ausgeführt von Chappe et Gessalin, die letztlich jedoch ein Einzelstück blieb.